# Nampteuil-sous-Muret
 Nampteuil-sous-Muret  là một xã ở tỉnh Aisne, vùng Hauts-de-France thuộc miền bắc nước Pháp.